# RK Bjelovar
RK Bjelovar é um clube de handebol de Bjelovar, Croácia. O clube foi fundado em 1955, competindo inicialmente na liga local. foi uma potência do handebol europeu, quando atuava com o selo Partizan Bjelovar, durante o período comunista.

## Títulos

### EHF
- Campeão (1): 1971-1972
- Finalista (2): 1962, 1973

### Liga Iugoslava
- 1958, 1961, 1967, 1968, 1970, 1971, 1972, 1977, 1979

## Ligações Externas
- Sítio Oficial
- página na EHF